# Mercur Privat-Stadtbrief-Expedition

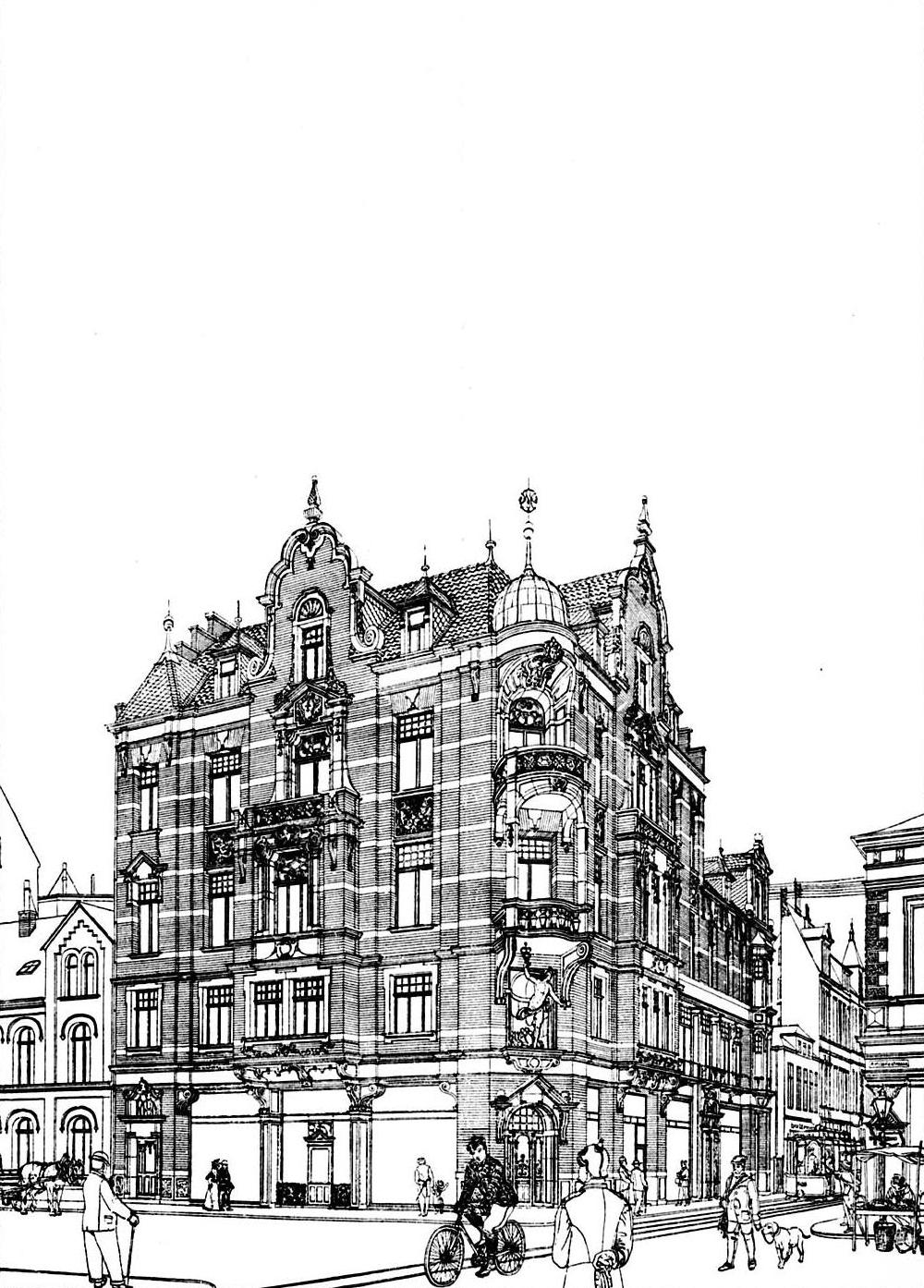
Mercur-Gebäude, um 1896
Zeichnung von Albrecht Haupt

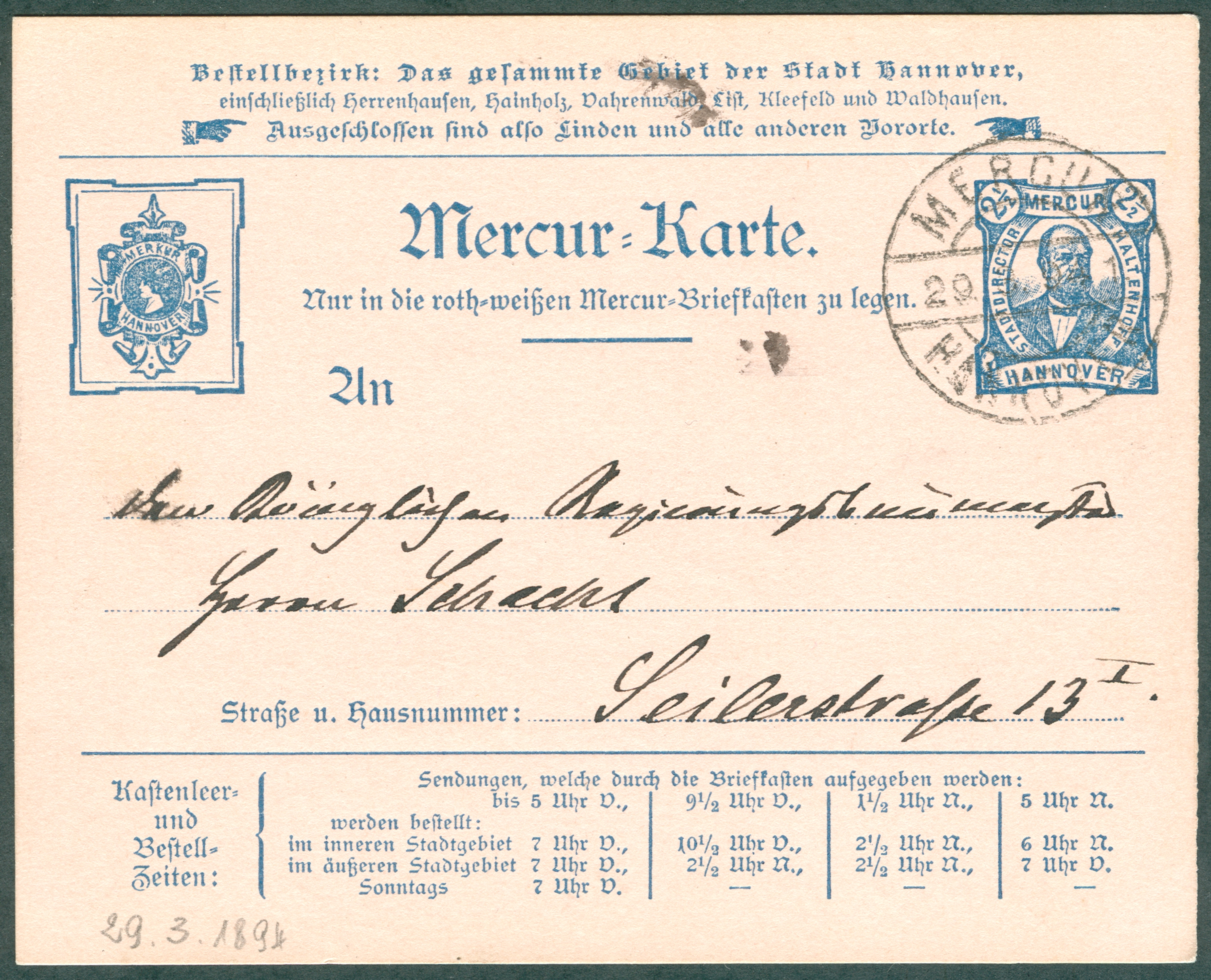
Mercur-Karte, 1894

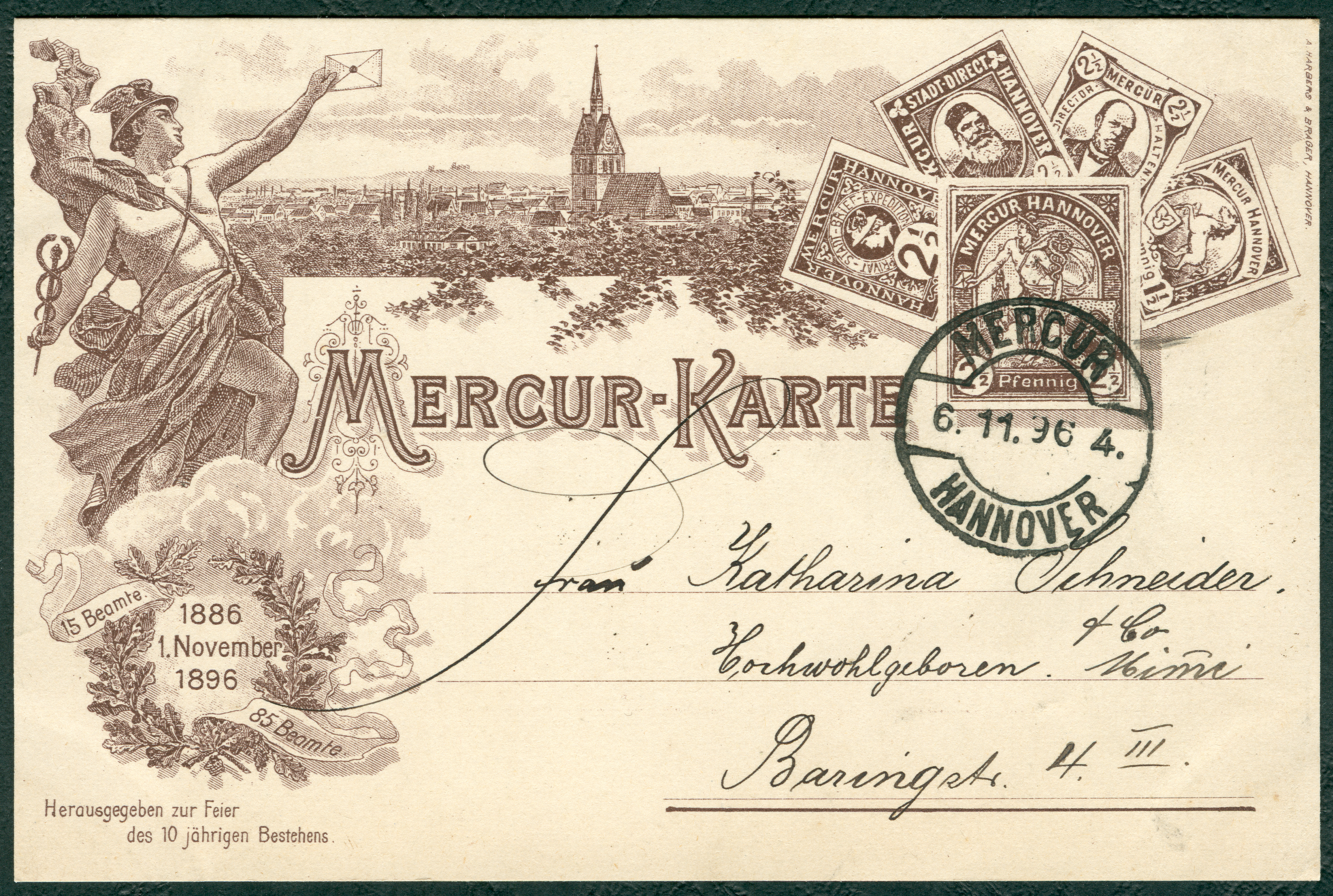
Jubiläumskarte zum zehnjährigen Bestehen mit verschiedenen Briefmarken
Lithografie von A. Harbers & Brager; 1896

Die Mercur Privat-Stadtbrief-Expedition war  ein Postunternehmen in Hannover.

## Geschichte
Am 2. November 1886 gründete die Firma Selly Hein & Co. in Hannover das private Briefbeförderungs-Unternehmen Mercur. Grundlage bildete das Gesetz über das Postwesen des Deutschen Reiches von 1871, wonach die Beförderung von Postgut innerhalb von Ortschaften auch von privaten Anbietern erfolgen durfte.
Seine erste Geschäftsstelle betrieb der Mercur im Gebäude Große Packhofstraße 28. Zehn Jahre später konnte 1896 ein eigenes Gebäude auf dem Eckgrundstück Artilleriestraße (ab 1953 Kurt-Schumacher-Straße) / Andreaestraße bezogen werden.
Zum 1. September 1896 wurde die damals selbständige Stadt Linden ebenfalls in das Postgebiet aufgenommen.
„Zur Feier des 10-jährigen Bestehens“ gab die Firma 1896 auch eine besondere Jubiläumskarte heraus, mit der sie zugleich die gewachsene Belegschaft von anfangs 15 „Beamten“ (gemeint sind fest Angestellte) auf nunmehr 85 Beamte dokumentierte. Auf der „Mercur-Karte“ zu diesem Ereignis bildete das vergrößerte, private Stadtpost-Unternehmen zugleich fünf Briefmarken ab mit unterschiedlichen Motiven, neben dem geflügelten Merkur und dem Niedersachsenross auch Hermann Rasch und Ferdinand Haltenhoff, die beide Stadtdirektoren von Hannover waren.
Nachdem zum 1. April 1900 das Reichs-Postmonopol die Schließung sämtlicher deutschen Privatpostanstalten zur Folge hatte, wurde der Mercur in Hannover gegen eine Entschädigung von 262.000 Mark geschlossen.
Erst nach der Postreform wurde 1998 mit der Citipost in Hannover wieder ein privates Briefpost-Unternehmen gegründet.

## Postwertzeichen
Mercur war Herausgeber verschiedener Postwertzeichen. Die Briefmarken der unter Sammlern „Privatpost“ genannten Marken waren einzeln in verschiedenen Wertstufen erhältlich. Zusätzlich gab es vorgedruckte Ganzsachen als Postkarte oder als Briefumschlag.
Mercur entwertete die Briefmarken mit eigenen Stempeln. Die Marken trugen verschiedene Motive: Geläufig war ein Hermeskopf, es kamen aber auch Sondermarken zum Einsatz, zum Beispiel Porträts von Persönlichkeiten aus dem öffentlichen Leben von Hannover, wie etwa Stadtdirektor Heinrich Tramm. Bekannt sind auch Jubiläums- und Schmuckpostkarten, beispielsweise mit Abbildungen zum Geburtstag von Kaiser Wilhelm I.